# بربغل (علي جمال)
بربغل (بالفارسية: بربغل) هي مستوطنة تقع في إيران في قسم علي جمال الريفي.